# Jüdischer Friedhof (Planig)

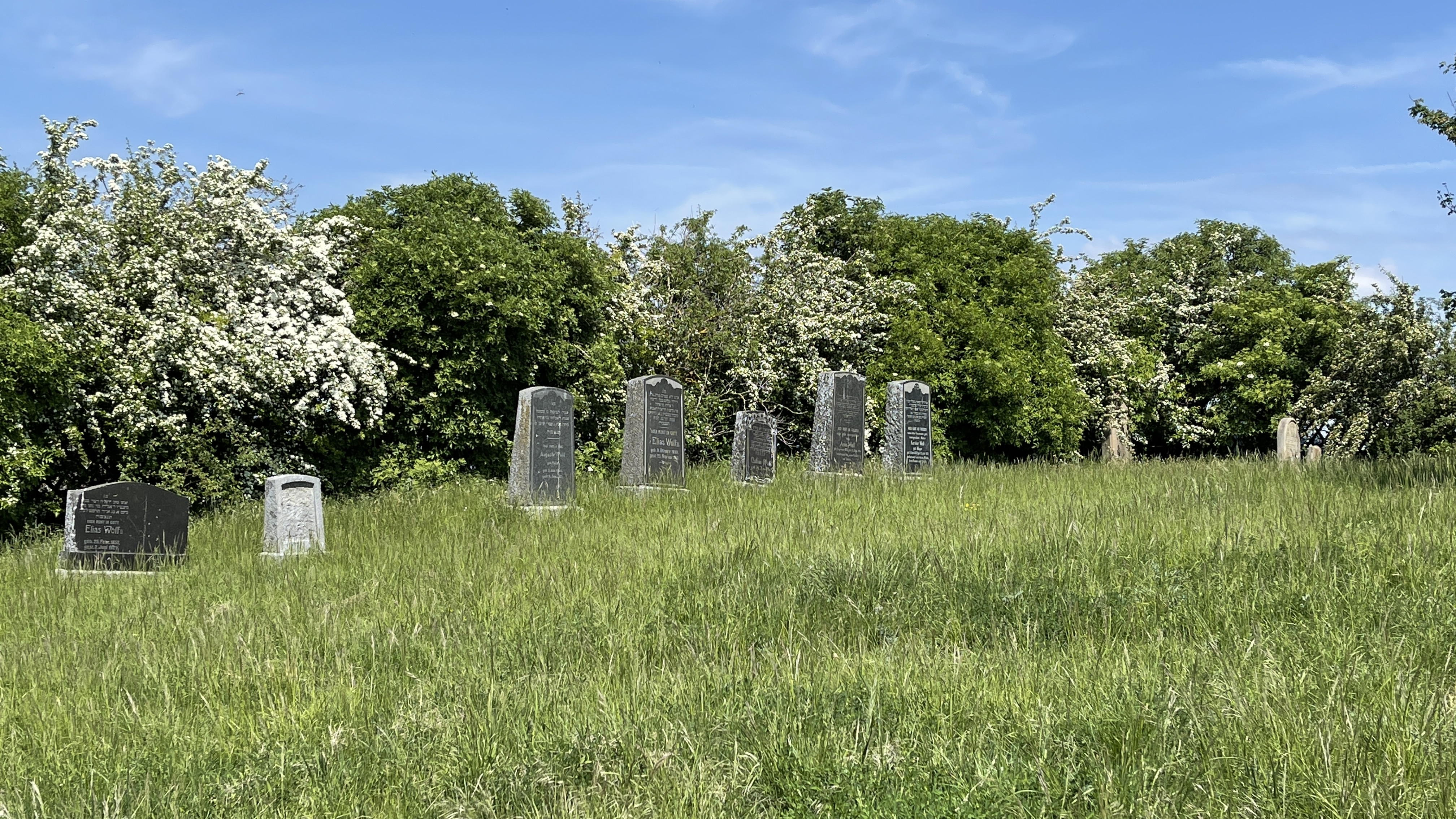
Jüdische Friedhof Planig

Der Jüdische Friedhof Planig ist ein Friedhof im Ortsteil Planig der Stadt Bad Kreuznach im Landkreis Bad Kreuznach in Rheinland-Pfalz.
Der von einer Hecke umsäumte jüdische Friedhof liegt östlich weit außerhalb des Ortes inmitten der Weinberge in der Flur „Im Frenzenberg“. Er ist erreichbar z. B. von der am kommunalen Friedhof vorbei- und aus dem Ort hinausführenden Straße.
Auf dem 1023 m² großen Friedhof, der spätestens im 18. Jahrhundert angelegt und bis zum Jahr 1935 belegt wurde, befinden sich 13 Grabsteine des 18. und des späten 19. Jahrhunderts.